# Georg Heinrich Henrici

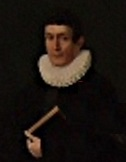
Georg Heinrich Henrici als Stadtsuperintendent von Goslar, zeitgenössisches Porträt, Ausschnitt

Georg Heinrich Henrici, auch Georg Henrici (* 17. März 1770 in Goslar; † 10. September 1851 ebenda) war ein deutscher Philosoph sowie evangelischer Geistlicher und Theologe.

## Leben
Henrici war Sohn eines Goslarer Pastors. Er erhielt seine frühe Bildung durch Privatunterricht und an der Goslarer Lateinschule. 1788 ging er an die zu dieser Zeit sehr beliebte und prominent besetzte Universität Jena. Dort widmete er sich hauptsächlich dem Studium der Philosophie. Zwischenzeitlich nach Goslar heimgekehrt, wurde er am 28. Oktober 1797 in Jena mit der Dissertation de Wollastonis principio morali zum Dr. phil. promoviert und kurz darauf habilitiert. Er lehrte anschließend als Privatdozent an der Universität dort. Seine Lehrtätigkeit an der Universität endete nach der Schlacht bei Jena 1806.
Henrici kehrte nach Goslar zurück. Er wurde als Privatgelehrter und Schriftsteller vor allem im Bereich der Rechtsphilosophie tätig, später auch als Aushilfsprediger. Seine Berufung als Professor der praktischen Philosophie an die Universität Wittenberg scheiterte in den 1810er-Jahren aufgrund der Schließung der Universität. Seine Betätigung als Hilfsprediger brachte ihm 1817 auf Wunsch der Gemeinde jedoch die zweite Pfarrstelle an der Goslarer Marktkirche ein und sicherte damit seinen Unterhalt. 1828 rückte er auf die erste Pfarrstelle vor und wurde zugleich Stadtsuperintendent in Goslar. Über sein ganzes Leben blieb er ein fruchtbarer Schriftsteller, der eine Vielzahl von Schriften hervorbrachte. 
Henrici verfügte in Goslar über einen starken Rückhalt in der Bevölkerung. Der zeigte sich beispielsweise 1831, als nach einer freisinnigen Neujahrspredigt das Gerücht aufkam, er solle verhaftet werden, und sich darauf die Gemeinde sehr für ihn einsetzte. Die Marktkirchengemeinde besitzt ein Porträtgemälde von ihm.

## Publikationen (Auswahl)

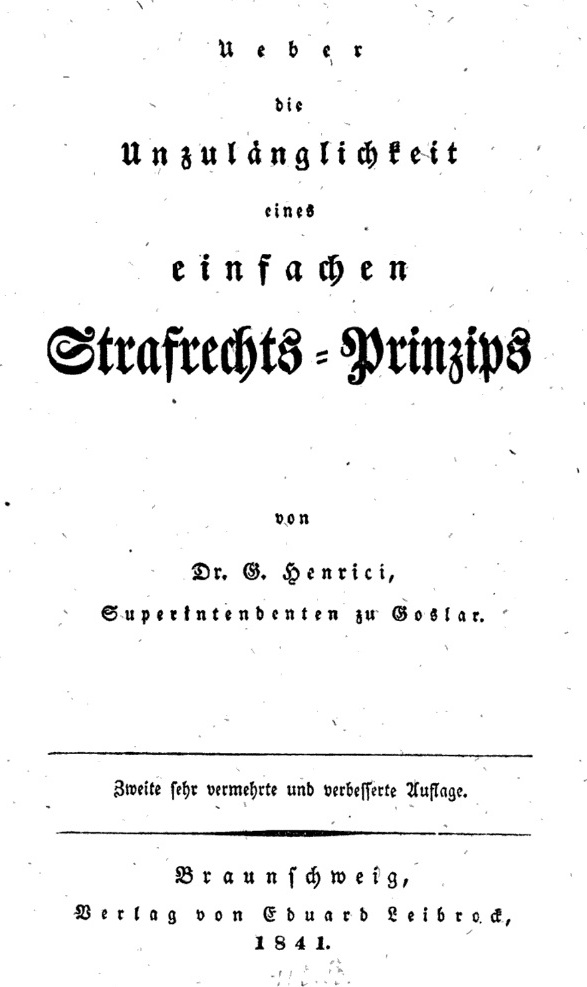
Über die Unzulänglichkeit eines einfachen Strafrechts-Prinzips, Braunschweig 1841, Titelseite

- Fordern große Tugenden oder große Verbrechen mehr Geisteskraft?, 1795.
- Kritischer Versuch über den obersten Grundsatz der Sittenlehre, Jena 1799.
- Grundzüge zu einer Theorie der Polizeiwissenschaft, Lüneburg 1808.
- Ueber den Begriff und die letzten Gründe des Rechts, 2 Bände, Hannover 1810.
- Ueber die Unzulänglichkeit eines einfachen Strafrechtsprincips nebst einem Anhange über die Todesstrafe, 1839.
- Ueber die Bedeutung der Worte Geist, Geist Gottes und Heil. Geist in der Bibel, 1845.
- Ideen zu einer philosophischen Begründung der Heilwissenschaft, 1847.
- Ueber das Bedürfniß einer verbesserten Bibelübersetzung statt der lutherischen und über das, was der protestantischen Kirche jetzt vorzüglich Noth thut, 1849.
- Die valentinianische Gnosis und die heilige Schrift: Eine Studie. Wiegandt und Grieben, Berlin 1871 ( auf archive.org)